# 乔·肯尼迪 (演员)
乔·肯尼迪（英語：Jo Kennedy，1962年—），女，澳大利亚演员。曾获得柏林国际电影节最佳女演员银熊奖。